# Жилое Горнешно
Жилое Горнешно — деревня в Волошовском сельском поселении Лужского района Ленинградской области.

## История
Впервые упоминается в писцовых книгах Шелонской пятины 1571 года, как деревня Горнечно Заднее у озера Горнечно — 2 обжи, в Бельском погосте Новгородского уезда.
Усадище Горнечно в Бельском погосте Новгородского уезда по переписи 1710 года числилось за пятнадцатилетним помещиком Евстратом и его малолетними братьями Петром, Дмитрием и Никифором Пажинскими, в усадьбе был помещичий двор («дворовых людей в нём мужеска полу 13 человек, женска полу 11 человек») и 1 двор крестьянский, где жили 13 человек мужского и 22 человека женского пола.
Как деревня Горнешка она обозначена на карте Санкт-Петербургской губернии 1792 года А. М. Вильбрехта.
Затем, как деревня Жилое Горнешно она упоминается на карте Санкт-Петербургской губернии Ф. Ф. Шуберта 1834 года.

ГОРНЕШНО ЖИЛОЕ — деревня принадлежит: юнкеру Петру Мишагину, число жителей по ревизии: 42 м. п., 46 ж. п. (1838 год)

В первой половине XIX века в деревне была возведена деревянная часовня во имя Покрова Пресвятой Богородицы, прихода церкви Спаса Нерукотворного Образа в деревне Сяберо.
Деревня Жилое Горнешно отмечена на карте профессора С. С. Куторги 1852 года.

ЖИЛОЕ ГОРНЕШНО — деревня господина Мышагина, по просёлочной дороге, число дворов — 11, число душ — 48 м. п. (1856 год)

ЖИЛОЕ-ГОРНЕЧНО — деревня, число жителей по X-ой ревизии 1857 года: 53 м. п., 46 ж. п.

ГОРНЕЧНО (ЖИЛОЕ) — деревня владельческая при ключе, число дворов — 12, число жителей: 54 м. п., 43 ж. п. (1862 год)

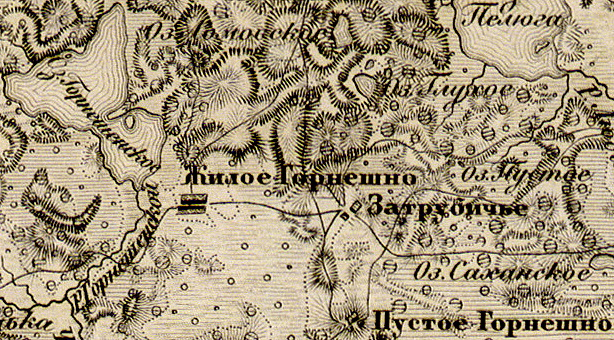
Деревня Жилое Горнешно на карте 1863 года

В 1864 году временнообязанные крестьяне деревни выкупили свои земельные наделы у А. А. Бартенева и стали собственниками земли.
Согласно подворной описи 1882 года:

ЖИЛОЕ-ГОРНЕЧНО — деревня Горнешенского общества Бельско-Сяберской волости, домов — 37, душевых наделов — 51,  семей — 19, число жителей — 71 м. п., 75 ж. п.; разряд крестьян — собственники

Сборник Центрального статистического комитета описывал её так:

ЖИЛАЯ ГОРНЕЧНА — деревня бывшая владельческая, дворов — 30, жителей — 138; часовня, лавка. (1885 год)

Согласно материалам по статистике народного хозяйства Лужского уезда 1891 года, пустошь Рыковщина при селении Жилое Горнечно площадью 195 десятин принадлежала местному крестьянину А. Алексееву с пятью братьями, пустошь была приобретена в 1874 году за 112 рублей.
В XIX — начале XX века деревня административно относилась к Бельско-Сяберской волости 4-го земского участка 2-го стана Лужского уезда Санкт-Петербургской губернии.
По данным «Памятной книжки Санкт-Петербургской губернии» за 1905 год деревня называлась Жилая Горнечна и входила в Горнешенское сельское общество.
С 1917 по 1927 год деревня находилась в составе Горнешенского сельсовета Бутковской волости Лужского уезда.
С августа 1927 года, в составе Лужского района.
В 1927 году население деревни составлял 281 человек.
С ноября 1928 года, в составе Вердужского сельсовета.
По данным 1933 года деревня Жилое Горнешно  входила в состав Вердушского сельсовета Лужского района.
C 1 августа 1941 года по 31 января 1944 года деревня находилась в оккупации.
В 1958 году население деревни составляло 78 человек.
По данным 1966 и 1973 годов деревня Жилое Горнешно входила в состав Вердужского сельсовета.
По данным 1990 года деревня Жилое Горнешно входила в состав Волошовского сельсовета.
В 1997 году в деревне Жилое Горнешно Волошовской волости проживали 7 человек, в 2002 году — 15 человек (русские — 73 %).
В 2007 году в деревне Жилое Горнешно Волошовского СП не было постоянного населения.

## География
Деревня расположена в западной части района к западу от автодороги 41К-145 (Ретюнь — Сара-Лог).
Расстояние до административного центра поселения — 13 км.
Расстояние до ближайшей железнодорожной станции Серебрянка — 70 км.
Деревня находится на восточном берегу Горнешенского озера.

## Демография
| 1710 | 1838 | 1862 | 1885 | 1927 | 1958 | 1997 |
| ---- | ---- | ---- | ---- | ---- | ---- | ---- |
| 63   | ↗88  | ↗97  | ↗138 | ↗281 | ↘78  | ↘7   |
| 2007 | 2010 | 2017 |      |      |      |      |
| ↘0   | ↗13  | ↘3   |      |      |      |      |

## Достопримечательности
- пять древних могильников курганного и курганно-жальнического типов
- сельцо XII—XVI веков на южной окраине деревни[7]